# Cerkiew Wniebowstąpienia Pańskiego w Stolinie
Cerkiew pod wezwaniem Wniebowstąpienia Pańskiego – prawosławna cerkiew parafialna w Stolinie, w dekanacie stolińskim eparchii pińskiej i łuninieckiej Egzarchatu Białoruskiego Patriarchatu Moskiewskiego.

## Historia
Cerkiew została zbudowana w 1938 r., w okresie przynależności Stolina do Polski. Podczas II wojny światowej świątynia nie doznała uszkodzeń.

## Architektura
Budowla drewniana, konstrukcji zrębowej, oszalowana. Od frontu przedsionek z trzema wejściami. Nad przedsionkiem trójkondygnacyjna wieża-dzwonnica, zwieńczona ostrosłupowym hełmem z kopułką. Część nawowa na planie kwadratu, pokryta dachem namiotowym z centralnie usytuowanym ośmiobocznym bębnem zwieńczonym kopułką. Prezbiterium w formie pięciobocznej apsydy, z dwiema przybudówkami.
Wewnątrz, w części nawowej znajduje się chór muzyczny.